# Бомбени атентати в Мадрид (2004)
На 11 март 2004 г. серия от мощни взривове избухват в 4 влака в Мадрид, Испания.
Загиват 192 души, а близо 2050 са ранени. 30 чужденци от 13 националности са сред жертвите на атентатите в Мадрид. Загиналите български граждани са четирима: Адриан Андрианов, неговата годеница Калина Василева, Тинка Паунова и Мария Иванова.
Отговорност за атентата поема Ал-Каида. По-късно става ясно, че планът на терористите е бил четирите влака да се взривят когато се засекат на централната гара в Мадрид. Очаквало се силата на взрива да достигне до степен, достатъчна да унищожи сградата на гарата и да причини хиляди жертви.
На 2 април 2004 г. в апартамент край Мадрид полицията обкръжава седем терористи, заподозрени за атентата от 11 март. Терористите се самовзривяват. Следователите, които претърсват апартамента, откриват две раници, пълни с експлозиви, подготвяне за взривяване и 200 детонатора от същия вид, използван при нападенията на 11 март. Вътрешният министър на Испания заявява, че терористите са планирали да продължат атаките и че някои от експлозивите са били подготвени, пакетирани и свързани с детонатори. Той посочва, че други двама или трима души може да са избягали преди експлозията в апартамента.
В началото на май 2004 г. Федералното бюро за разследване на САЩ арестува в Орегон американец във връзка с разследването на атентатите от 11 март в Мадрид. Според анонимни източници отпечатъците му били намерени върху една от чантите, с които били пренесени експлозивите, използвани при атентатите в Мадрид.
На 12 май 2004 г. испански медии съобщават за задържането в София на български гражданин във връзка с атентатите. Името му бе Тони Радев с псевдоним Турчина. Испанската преса обявява, че той е напуснал Испания на 3 март и е задържан от българските власти на 8 април по молба на испанските власти. При разследването на атентатите в Мадрид е била установена връзка между ислямските терористи, извършили атентата, и български трафиканти на оръжие, които им продали намерените в апартамент в мадридския квартал „Легана“ 3 автомата и пистолет. Основното подозрение срещу Тони било, че е свързан с тези оръжия. В средата на май директорът на националното следствие заявява, че задържаният българин е освободен, тъй като е установено, че няма пряко участие в терористичния акт от 11 март в Мадрид.
През юни 2004 г. италианската полиция арестува мароканеца Рабей Осман Сайед Ахмед, смятан за главен организатор на кървавите атентати. Терористът с прякор Мохамед Египтянина е задържан в Милано по искане на испанския съд заедно с още 2-ма заподозрени. Арестът е резултат от голяма операция на полицията в няколко държави едновременно – в Италия, Испания, Франция и Белгия, където са извършени обиски. Арестуваният Рабей Осман ел-Сайед Ахмед, на 33 години, е експерт в областта на експлозивите в египетската армия.
До юни 2004 г. 20 души, главно мароканци, са обвинени във връзка с бомбените атентати в испанската столица. Съобщава се, че след мадридските атентати е създадена солидна база в Италия, за да могат терористите лесно да се придвижват между Европа и Северна Африка. Т. нар. Мароканска група подготвяла голям атентат в Италия и в други европейски страни.
През юли 2004 г. в Испания е назначена работна комисия, на която е възложено да разследва атентатите от 11 март в Мадрид.
В изготвения от комисията доклад се посочва, че „по всяка вероятност“ извършителите на атентатите в Мадрид се опитали два пъти да извършат терористично нападение срещу железопътни линии посредством залагането на взривно устройство. Взривове са залагани на линиите в град Мосехон край Толедо, както и взривяването на жп линии по маршрута Мадрид – Йеида. Според испанската полиция тези два опита за атентат по всяка вероятност са подготвяни от същата терористична клетка, отговорна за терористичните актове в Мадрид на 11 март.
Докладът завършва с факта, че избраната от терористите дата за атентатите в Мадрид не е избрана случайно, а има определена символика и може да е свързана с други предишни терористични актове, като атаките на 11 септември 2001 г. в Ню Йорк и нападението срещу синагогата в Джерба на 11 април 2002 г. Според направените изводи целта на нападенията е била да се нанесе мощен удар върху обществената нагласа и да се предизвика силен социален отзвук в медиите, най-вече във връзка с парламентарните избори в Испания на 14 март, спечелени убедително от испанските социалисти.
В края на юли 2004 г. става ясно, че „Бригадите на Абу Хафс ал Масри“, които поемат отговорност за атентатите в Мадрид, заплашват България с атентати. Групировката се представя за европейски клон на „Ал Кайда“.
„Бригадите на Масри“ поемат отговорност за някои от най-големите атентати – взривяването на мисията на ООН в Багдад на 19 август 2003 г. и на коли-бомби пред две синагоги, филиал на банка HSBC и британското консулство в Истанбул.
През ноември 2004 г. един от участниците в терористичните атентати на 11 март в Мадрид е осъден на шест години лишаване от свобода. 16-годишен испанец е признат за виновен, че е съдействал на терористите в транспортирането на взривни вещества. Ел Хитанийо, Циганчето, както го наричат, тъй като самоличността му се пази в тайна, е един от малкото испанци, замесени в атентатите от 11 март. Срещу 1200 долара той е доставил 20 кг експлозиви на оперативния шеф на ислямистката клетка. Присъдата на Циганчето е първата присъда срещу заподозрян в терористичните атентати в испанската столица Мадрид.
През декември 2004 г. испанската полиция задържа още четирима заподозрени във връзка с бомбените атентати от 11 март в Мадрид. Това са четирима мъже от арабски произход. Задържани са в региона на Сан Себастиян, Испания.
Междувременно Федералното бюро за разследване на САЩ установява, че в планирането на Атентатите на 11 септември 2001 г. в САЩ и от 11 март в Мадрид е замесено едно и също лице. Самоличността на терориста, участвал в подготовката на двата атентата, остава тайна. За него се съобщава само, че е помощник на сириеца Мустафа Сетмариан, смятан за лидер на атентата в Мадрид и за един от ръководителите на „Ал Кайда“ в Европа. ФБР установява също, че атентатите в Мадрид от 11 март са били планирани частично в Испания през юли 2001 г.